# دیوید سامباسا
دیوید سامباسا (انگلیسی: David Sambissa؛ زادهٔ ۱۱ ژانویهٔ ۱۹۹۶) بازیکن فوتبال اهل فرانسه است.
از باشگاه‌هایی که در آن بازی کرده‌است می‌توان به باشگاه فوتبال کامبور اشاره کرد.
وی همچنین در تیم‌های ملی فوتبال France national under-16 football team، زیر ۱۷ سال فرانسه، زیر ۱۸ سال فرانسه، کنگو، و گابن بازی کرده‌است.